# Pag (mesto)
Pag je mesto (hrv. Grad) in pristanišče na istoimenskem otoku na Hrvaškem. Upravno spada pod Zadrsko županijo (za razliko od druge upravne skupnosti na istem otoku, mesta Novalja, ki je del Liško-senjske županije).

## Geografija
Mesto Pag leži na jugovzhodni obali Paškega zaliva, na območju, kjer morje prehaja v plitek zaliv – "slano jezero", imenovano Paške soline. Pag, mesto in pristanišče, je upravno in ekonomsko središče turističnega otoka Pag.
Pristanišče je zavarovano pred vsemi vetrovi, razen pred severozahodnim. Kadar piha močna burja, vdira v pristanišče visoka voda. Sedaj je mogoče pristajati ob nekdanjem trajektnem pristanišču, kjer stoji svetilnik (oddaja svetlobni signal: R Bl(29 5s. – nazivni domet svetilnika je 5 milj), ali pa ob pomolu v južnem delu pristanišča.

## Naselja
V sestavu mesta Pag je 11 naselij: Bošana, Dinjaška, Gorica, Košljun, Miškovci, Pag, Smokvica, Stara Vas, Šimuni, Vlašići in Vrčići.

## Prebivalstvo
Mesto Pag šteje 4350 prebivalcev (popis 2001).
| Pregled števila prebivalcev po letih | Pregled števila prebivalcev po letih | Pregled števila prebivalcev po letih | Pregled števila prebivalcev po letih | Pregled števila prebivalcev po letih | Pregled števila prebivalcev po letih | Pregled števila prebivalcev po letih | Pregled števila prebivalcev po letih | Pregled števila prebivalcev po letih | Pregled števila prebivalcev po letih | Pregled števila prebivalcev po letih | Pregled števila prebivalcev po letih | Pregled števila prebivalcev po letih | Pregled števila prebivalcev po letih | Pregled števila prebivalcev po letih |
| ------------------------------------ | ------------------------------------ | ------------------------------------ | ------------------------------------ | ------------------------------------ | ------------------------------------ | ------------------------------------ | ------------------------------------ | ------------------------------------ | ------------------------------------ | ------------------------------------ | ------------------------------------ | ------------------------------------ | ------------------------------------ | ------------------------------------ |
| 1857                                 | 1869                                 | 1880                                 | 1890                                 | 1900                                 | 1910                                 | 1921                                 | 1931                                 | 1948                                 | 1953                                 | 1961                                 | 1971                                 | 1981                                 | 1991                                 | 2001                                 |
| 2926                                 | 3271                                 | 3369                                 | 3554                                 | 3960                                 | 3699                                 | 3699                                 | 3257                                 | 2937                                 | 2697                                 | 2327                                 | 2198                                 | 2201                                 | 2421                                 | 2701                                 |

## Gospodarstvo
Glavna gospodarska dejavnost je turizem, prebivalci pa se poleg tega ukvarjajo še z vzrejo ovac, vinogradništvom, ribolovom in pridobivanjem soli. Znano je, da so Paške soline stare toliko kot naselje Pag in so v preteklosti nudile zaposlitev večini prebivalstva. Posebna paška dejavnost in znamenitost je čipkarstvo. Čipkarska šola je bila ustanovljena leta 1906.

## Zgodovina
Antični Pagus se je nahajal na lokaciji sedaj opuščenega Stareg grada okoli 3 km južno od današnjega mesta. Leta 1244 je srednjeveško mestece dobilo status svobodnega kraljevskega mesta.
Mesto v današnji podobi se je pričelo razvijati v 15. stoletju in je načrtno delo slovitega gradbenika in kiparja Jurija Dalmatinca.
Župnijska cerkev, katere gradnjo so pričeli leta 1443, je triladijska bazilika, v kateri se prepletajo gradbeni slogi gotike in renesanse. Vsako leto se 4. maja tod odvija praznovanje svetega Trna.
Največ hiš v mestu je bilo zgrajenih v 16. in 17. stoletju. Iz tega obdobja sta tudi benediktinska Cerkev sv. Margarete in Cerkev sv. Jurija.

## Ljudje, povezani s krajem
- Bartol Kašić, hrvaški slovničar, roj. 1575 v Pagu